# Horyzontalne dyrektywy IPPC
Horyzontalne dyrektywy IPPC – kategoria dyrektyw IPPC, które dotyczą wszystkich sektorów działalności gospodarczej (branż) i obowiązują niezależnie od faktu, czy istnieje szczegółowa dyrektywa regulująca dany sektor (np. BAT).

## Europejskie dyrektywy horyzontalne
Ochrona środowiska jest tylko jedną z wielu dziedzin życia, które obejmują horyzontalne dyrektywy europejskie. W tych przypadkach określenie „horyzontalna” wyraża fakt, że wytyczne dotyczą wszystkich państw członkowskich UE, niezależnie od tego, czy w poszczególnych krajach zostały ustanowione odpowiednie przepisy narodowe. Przykładami horyzontalnych regulacji są dyrektywy wymieniane na stronie internetowej PKN, które dotyczą odpowiedzialności za produkty wadliwe i ogólnego bezpieczeństwa produktów lub dyrektywy z zakresu działalności Izby Celnej, np. w sprawie ogólnych zasad i warunków stosowania podatku akcyzowego (m.in. 1992/12/EWG, 2008/118/WE). Opracowanie dyrektyw horyzontalnych jest procesem trudnym i wieloletnim (np. dyskusje na temat dyrektywy „antydyskryminacyjnej” lub dotyczącej usług). W dyskusjach analizuje się możliwości ograniczenia się do harmonizacji przepisów obowiązujących w poszczególnych krajach członkowskich i w poszczególnych branżach.

## Europejskie dyrektywy IPPC
W dziedzinie ochrony środowiska w UE obowiązują liczne dyrektywy IPPC („integrated pollution prevention and control”), które zobowiązują do przestrzegania zasad ocen potencjalnego wpływu instalacji na środowisko, polegających na równoczesnym uwzględnianiu różnych rodzajów oddziaływania na wszystkie elementy środowiska (wodę, glebę i powietrze; zasada integracji) i stosowaniu BAT („best available techniques”). Liczne dyrektywy IPPC oraz są dostępne m.in. w serwisie  EUR-Lex.
Dyrektywy IPPC o charakterze horyzontalnymdotyczą m.in. wspólnych dla członków UE procedur udzielania pozwoleń na nową działalność gospodarczą po analizie jej oddziaływania na środowisko lub jednolitych zasad rozwiązywania problemu efektywności energetycznej (2012/27/EU z 25 września 2012). Uzgodniono też np. jednakowe we wszystkich państwach i dotyczące wszystkich rodzajów działalności – również tych, dla których nie opracowano BAT – zasady zapobiegania i zmniejszania szkodliwego oddziaływania hałasu (dyrektywa horyzontalna 2002/49/WE z dnia 25 czerwca 2002 r.). Ochrona jest realizowana m.in. poprzez:
– sporządzanie map hałasu,
– zapewnienie społeczeństwu dostępu do informacji dotyczącej poziomu hałasu i skutków jego oddziaływania,
– opracowanie krajowych planów działań zmierzających zmniejszających to oddziaływanie.
Przypadki uchybień przeciw zapisom dyrektywy są rozpatrywane przez Trybunał (zob. np. sprawa E-8/11 – Urząd Nadzoru EFTA przeciw Islandii).

## Horyzontalne dyrektywy IPPC UK
W Wielkiej Brytanii obowiązują horyzontalne dyrektywy IPPC (oznaczane dodatkowym symbolem literowym H z kolejnym numerem), ustanawiane przez brytyjską Agencję Środowiska (Environment Agency UK), odpowiednik EPA w USA):
- H1 – Environmental Risks Assessment[21]
- H2 – Energy Efficiency[22]
- H3 – Noise[23]
- H4 – Odour[24]
- H5 – Site Condition Report Guidance[25]
- H6 – Environmental Management Systems[26]